# Lullabies from the Axis of Evil
Lullabies from the Axis of Evil (em português, Canções de ninar do Eixo do Mal) é o título provocativo de um álbum contendo uma coletânea de canções de ninar tradicionais, cantadas por mulheres do Iraque, Irã e da Coreia do Norte ("o eixo do mal"), bem como da Síria, Líbia, Cuba, Palestina e do Afeganistão. Intérpretes ocidentais também participam, cantando versões traduzidas das canções. 
O CD, lançado em 2004 pelo selo norueguês "Kirkelig Kulturverksted",  foi concebido pelo produtor musical Erik Hillestad, em reação à expressão "eixo do mal",  utilizada pela primeira vez pelo presidente dos  Estados Unidos, George W. Bush, em seu discurso  sobre o Estado da União de 2002.
Por ter distribuído o CD nos EUA, a Valley Entertainment informou ter sido colocada na lista negra da administração Bush.

## Faixas
1. Sol Sad (Você, meu destino) -  Mahsa Vahdat (Irã), Sarah Jane Morris (Inglaterra)
2. Dilelol (Dorme, meu filho) - Amel Kthyer e Halla Balsam (Iraque), Eva Dahlgren (Suécia)
3. Lalolalo (Não se inquiete, meu filho) - Kulsoom Syed Ghulam (Afeganistão) e Lila Downs (México)
4. Ya Lel Ma Atwalak (Essa noite sem fim) - Rim Banna (Palestina), Kari Bremnes (Noruega)
5. Luna, Luna (Luna, Luna) -  Mayada Killsly Baghdadi (Síria), Mimi (EUA)
6. Canção de paz - Halla Balsam (Iraque), Sevara Nazarkhan (Uzbequistão)
7. Aruru (Dorme, neném) - Marta Lorenzo (Cuba), Nina Hagen (Alemanha)
8. Estrelas estão surgindo - Sun Ju Lee (Coreia do Norte), Eddi Reader (Escócia)
9. Nami (Anjo) - Viva Killisly Chachati (Síria), Katia Cardenal (Nicarágua)
10. Lalalala Gohle Leleh -  Masha Vahdat  e Marjan Vahdat (Irã)
11. Garibe (Cuidando de mim) - Halla Balsam (Iraque) e Rickie Lee Jones (EUA)
12. Nami Ya La'aubi (Durma, minha boneca) - Rim Banna (Palestina), Annisette Hansen (Dinamarca)
13. Gohlelale (Minha tulipa, minha pérola) - Pari Zanganeh (Irã), Washington National Cathedral's Girl Choristers(EUA) e Elana Fremerman
14. Nami (Lamento) - Jawaher Shofani (Palestina)
15. Mazar (Algum dia, meu menino) - Fanzya Ali, Razya Ali Khan (Afeganistão) e Elana Fremerman (EUA)